# Nimbostratus
Nimbostratus (lat. nimbus: oblak + stratus: sloj, naslaga; međunarodna kratica Ns) je bezoblični, tamnosivi gusti oblak koji potpuno prekriva Sunce, a pojavljuje se obično na visinama između 2 i 5 kilometara. Daje dugotrajne jednolične oborine (pada mirna i jednolična kiša ili sipi trajni snijeg). Podnica mu je zbog padanja oborine difuzna (razlivena) pa joj se visina ne može točno odrediti. Nimbostratus može biti debljine od 2 do 3 km, a kada je uspravno razvijen može biti debel od 6 do 7 km. Donji dio nimbostratusa se sastoji od vodenih kapljica i kišnih kapi (zimi kapljice, snježni kristali i pahuljice), a gornji dio od sitnih, prehladnih kapljica i ledenih kristala. Ispod nimbostratusa obično se pojavljuju rastrgani oblaci koji ga djelomično pokrivaju (mali čupasti oblaci). Nimobostratus se najčešće razvija iz altostratusa, a ljeti često nastaje razvlačenjem kumulonimbusa. Nimbostratusi su snježnobijeli oblaci od vode i leda koji potpuno prekrivaju Sunce kao jednobojni, sivi ili tamnosivi, potpuno zbijeni sloj.

## Vrste oblaka prema visini i obliku
Osnovna podjela oblaka temelji se na činjenici da je, usprkos velikoj raznolikosti oblaka, moguće izdvojiti ograničen broj svojstvenih oblika, koji se često mogu naći u gotovo svim dijelovima svijeta. Takva podjela svojstvenih oblika sadrži podjelu na rodove, vrste i podvrste, a kao dopunu daje i odlike koje detaljnije opisuju pojedina svojstva oblaka. Druga osnovna podjela odnosi se na visinu na kojoj se pojavljuju oblaci.
S obzirom na visinu nad tlom na kojoj se pojavljuju, razlikuju se niski, srednji i visoki oblaci te oblaci okomitog razvoja. U umjerenim zemljopisnim širinama niski oblaci nalaze se na visinama između tla i 2 km, srednji na visinama između 2 i 7 km, a visoki između 7 i 13 km. Oblaci okomitog razvoja pojavljaju se u pravilu na visinama između 800 m i 13 km (iznimno i do 16 km). Gornje su granice slojeva oblaka u tropima podignute za koji kilometar, a u polarnim su predjelima za nekoliko kilometara spuštene.
Prvu morfološku razredbu oblaka izradio je 1803. engleski amaterski meteorolog Luke Howard (1772. – 1864.) i ona se u proširenom obliku zadržala do danas. Osnovna je pretpostavka te podjele da je unatoč velikoj raznovrsnosti oblika oblaka moguće izdvojiti 10 vrsta karakterističnih oblika koji se nalaze u svim krajevima svijeta:
- visoki oblaci: cirus (Ci), cirostratus (Cs) i cirokumulus (Cc),
- srednje visoki oblaci: altostratus (As) i altokumulus (Ac),
- niski oblaci: stratokumulus (Sc), stratus (St) i nimbostratus (Ns),
- oblaci okomitog razvoja: kumulus (Cu) i kumulonimbus (Cb).

Vrste se dalje dijele na podvrste: castellanus (poput dvorca s tornjevima), fibratus (vlaknast), floccus (poput pramena vune), fractus (izlomljen), lentikularis (lećast), nebulosus (bezobličan), stratiformis (slojevit), uncinus (kukičast), spissatus (zgusnut) i tako dalje. Neki oblici dodatno karakteriziraju pojedine oblake, na primjer vrh u obliku nakovnja (inkus) ili vrećaste izbočine na podnici (mamatus).

## Slike
|                                  |                       |                                  |                                                             |
| Nebo prekriveno nimbostratusima. | Nimbostratusi i duga. | Nebo prekriveno nimbostratusima. | Cumulus fractus ili izlomljeni kumulus ispod nimbostratusa. |